# Johannes A. van der Ven
Johannes A. van der Ven (* 22. November 1940 in Breda; † 5. April 2019) war ein niederländischer römisch-katholischer Theologe.

## Leben
Er war von 1968 bis 2003 an der Bijzondere Faculteit der Theologie in Nijmegen tätig; ab 1980 als Professor für Empirische Theologie. Er war Dekan der Theologischen Fakultät, Präsident der International Society of Empirical Research in Theology und Präsident der European Society for Catholic Theology. 1998 wurde ihm die Ehrendoktorwürde in Theologie von der Universität Lund verliehen.

## Schriften (Auswahl)
- Kritische godsdienstdidactiek. Kampen 1982, ISBN 90-242-2551-5.
- Entwurf einer empirischen Theologie. Weinheim 1990, ISBN 3-89271-261-1.
- Kontextuelle Ekklesiologie. Düsseldorf 1995, ISBN 3-491-77968-5.
- Das moralische Selbst. Gestaltung und Bildung. Münster 1999, ISBN 3-8258-4169-3.